# Castiel
Castiel (, toponimo tedesco e romancio) è una frazione di 126 abitanti del comune svizzero di Arosa, nella regione Plessur (Canton Grigioni).

## Storia

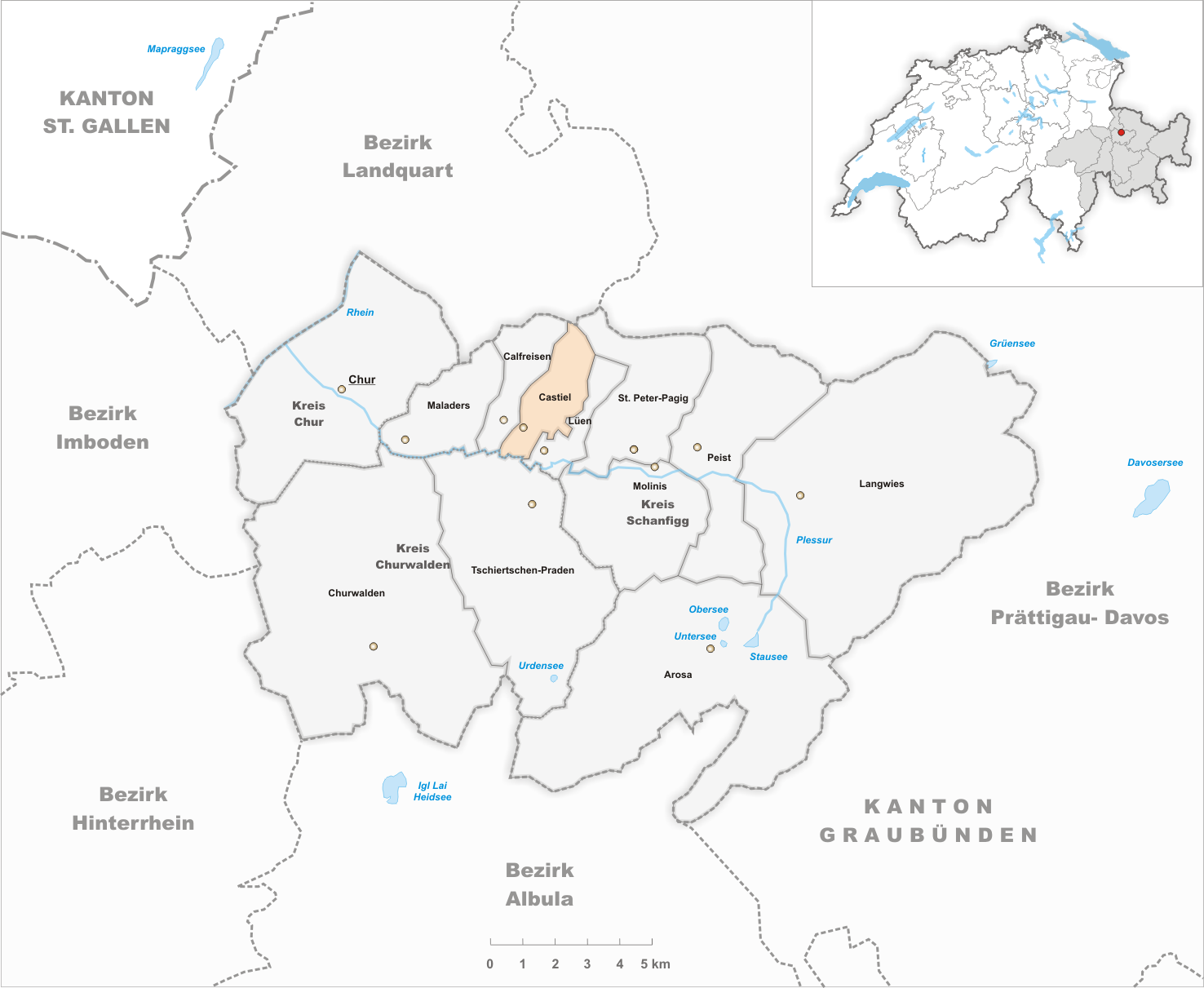
Il territorio del comune di Castiel prima degli accorpamenti comunali del 2013

Già comune autonomo che si estendeva per 5,43 km², il 1º gennaio 2013 è stato accorpato al comune di Arosa assieme agli altri comuni soppressi di Calfreisen, Langwies, Lüen, Molinis, Peist e Sankt Peter-Pagig.

## Monumenti e luoghi d'interesse
- Chiesa riformata[1];
- Casa del podestà, costruita nel 1619[1].

## Società

### Evoluzione demografica
L'evoluzione demografica è riportata nella seguente tabella:
Abitanti censiti

### Lingue e dialetti
Già paese di lingua romancia, è stato germanizzato a partire dal XVI secolo.

## Geografia antropica
Il paese si articola nei due nuclei di Oberdorf e Unterdorf.

## Infrastrutture e trasporti

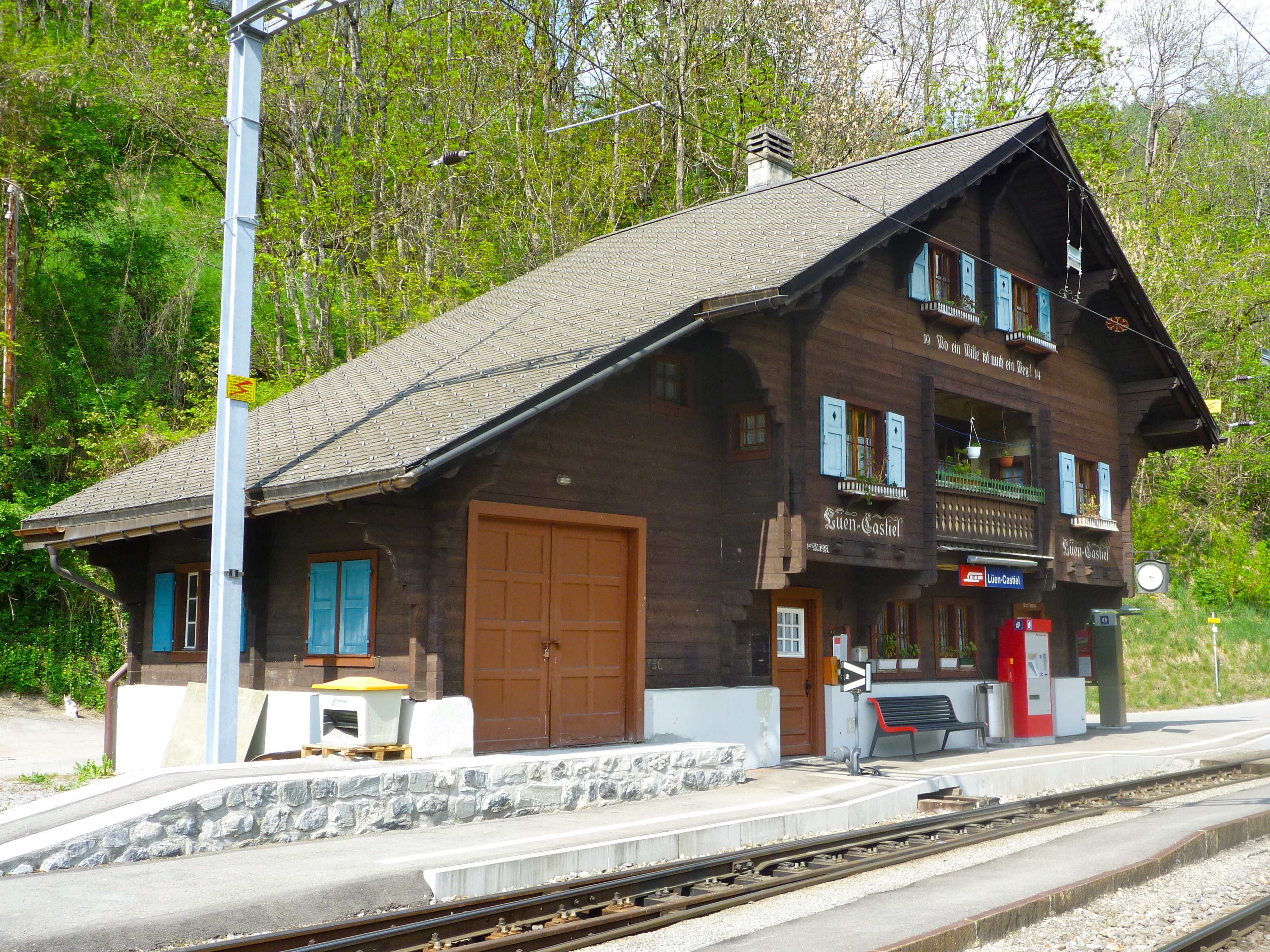
La stazione di Lüen-Castiel

Castiel è servito dalla stazione di Lüen-Castiel della Ferrovia Retica, sulla linea Coira-Arosa.